# Caramel
Molnár Ferenc „Caramel” (Szolnok, 1982. február 1.) cigány származású, kétszeres Fonogram és Máté Péter-díjas magyar énekes. A TV2 Megasztár című tehetségkutató műsorának 2. szériájának győzteseként vált népszerűvé.

## Élete
16 és fél éves koráig (1998) Törökszentmiklóson élt édesanyjával, nevelőapjával és három testvérével. Élete akkor változott meg gyökeresen, amikor öccse autóbalesetben életét vesztette, a szülők kapcsolata pedig e tragédia miatt megromlott.
17 évesen, 1999-ben határozta el, hogy elhagyja a szülői házat, és önálló életet kezd. Munkát ebben az időben nehezen talált, ha pedig mégis, leginkább fizikai munkát. Többek között volt kőműves mellett segédmunkás, faipari üzemben betanított munkás, majd utána jött az üveggyár, és dolgozott a Michelin budapesti Kerepes úti gumiabroncsgyára keverőüzemében. Akkoriban már jelentkeztek gerincproblémái, amit évekkel később műtét követett. A kórházból nézte végig az első Megasztárt, amelyre azért nem jelentkezett, mert azt hitte, sztárcsapatot akarnak összeállítani.
Régóta foglalkozik a zenéléssel, rengeteg saját szerzeménye van. Demóival már végigjárta a nevesebb kiadókat, de sorra elutasító választ kapott. Volt, aki azt tanácsolta, hogy Molnár Ferencként írjon inkább könyvet. A Caramel becenevet egyik barátja ragasztotta rá – félig gúnyosan, félig viccesen –, de azt egyikük sem sejtette, hogy nemsokára ezen a néven fogja ismerni az egész ország. 2009-ben a Fővárosi Cigány Önkormányzat kérésére elvállalta a cigány jószolgálati nagyköveti pozíciót, és képviselte Budapest cigány lakosságát.

## Zenei karrierje
Molnár Ferenc már „Caramel” művésznéven jelentkezett a 2004 őszén induló Megasztár című televíziós tehetségkutató verseny második évadába. A show elején nagy népszerűségre tett szert a Megasztár-rajongók körében, mivel korábban az ő és Bartók Eszter számát már játszották a rádiók, emellett közösen szerezték a széria Búcsúdalát. 2005. április 30-án a fináléban tizenkétezer ember előtt énekelt a Papp László Arénában. A szavazók Palcsó Tamás ellenében, 60–40% arányban őt hozták ki győztesnek. Caramel amellett, hogy elkészíthette első hanglemezét, egy lakás és egy autó tulajdonosa is lett. Az eredményhirdetés után elénekelte a slágerré vált Szállok a dallal című számot, melynek angol nyelvű feldolgozása később Amerikába is kijutott, és felkerült Walter Belcher lemezére.
A döntőkben elhangzott dalok címmel 2005-ben jelent meg első lemeze, amelyen Caramel a Megasztár döntőiben énekelt legjobb dalai hallhatók. Még ugyanebben az évben Nyugalomterápia címmel megjelent első önálló albuma, amelyre már több saját dala is felkerült. Az album egy hét alatt aranylemez lett, azóta pedig már kétszeres platinalemez. Az albumról két kislemez jelent meg: a Szállok a dallal és a Várt váratlan című dalokból.
A Megasztár 3. szériájában Szabó Eszterrel duettezett. Ezt megelőzően a műsor karácsonyi adásában és végül a fináléban is fellépett. Még az év végén volt az első lemezbemutató koncertje, ahol meghívott vendégként Lerch István, Bartók Eszter és Pápai Joci is jelen voltak. 2006-ban jelent meg második albuma Újrahangolva címmel. Az albumról három kislemez jelent meg: a 'Mennem kell', a Párórára és a Te vagy, aki kell című dalokból. Ez utóbbi videóklipje Londonban készült. 2008-ban Caramel a Megasztár negyedik szériájában vendégelőadóként szerepelt, először Tóth Lüszivel, majd a fináléban Fekete Dáviddal. Ezután a műsor karácsonyi adásában is énekelt. 2008-ban új kislemezzel és videóklippel jelentkezett, amely a Maradjon így című dalból készült.
Caramel harmadik önálló albuma 2010-ben jelent meg Lélekdonor címmel; ezen megtalálhatók a Maradjon így és a Tóth Lüszivel készült A dal nem hagy el című két 2008-as dala. 2011-ben A nagy duett című tévéműsorban szerepelt. Partnerével, Trokán Nórával megnyerték a vetélkedőt. A következő önálló lemeze 2011-ben jelent meg Vízió címmel; ezen 11 új dal hallható tőle. Utazást tesz ezen az albumon a rock és rap világában, ami újdonság a dalszerzőtől. Még az év végén tarthatta meg első önálló, nagyszabású szuperkoncertjét a Syma csarnokban, melyet évek óta először neki sikerült teljesen megtöltenie.
Részt vett a 2012-es Eurovíziós Dalfesztivál magyar előválogatójában, ahol a döntőben a legjobb négy között végzett, és ugyanebben az évben ő szerezte a Megasztár hatodik évadának Kísérj tovább című Búcsúdalát. A 2012-ben elindult The Voice című tehetségkutató műsor első évadában mint mester vett részt. Év végén teltházas koncertet adott a Budapest Sportarénában a Kodály Filharmonikusokkal kiegészülve, amelyen legnagyobb slágerei hangzottak el szimfonikus formában. 2013-ban a TV2 Süss fel nap! nevezetű kampányának a nagykövete lett. Ehhez a kampányhoz készült el a Süss fel nap! című dala. Később fellépett a Sztárban sztár tévéműsorban, ahol először hallhatta a közönség ezt a dalát. 2014-ben Az ének iskolája tévéműsor második évadában is ezt a dalát adta elő a második évfolyam diákjaival. Hatodik lemeze 2014-ben jelent meg Epicentrum címmel, majd a következő évben Az ének iskolája tévéműsor egyik zsűritagjaként szerepelt. A 2017-es Eurovíziós Dalfesztivál magyarországi előválogatójának egyik zsűritagja volt. Az utóbbi időkben dalszerzőként és szövegíróként is egyre markánsabb eredményeket ér el, mint például 2019-es Eurovíziós Dalfesztivál magyarországi előválogatójában a győztes és negyedik helyezett dalának esetében (Pápai Joci – Az én apám, Nagy Bogi – Holnap).
2019-ben Fonogram-díjat nyert az év hazai klasszikus pop-rock albuma vagy hangfelvétele kategóriában, Átutazók című dalával.
2024-ben a Megasztár hetedik évadának egyik zsűritagja.

## Diszkográfia

### Albumok
| Év   | Album                                               | Legmagasabb helyezés                   | Minősítés         |
| Év   | Album                                               | MAHASZ Top 40 album- és válogatáslemez | Minősítés         |
| ---- | --------------------------------------------------- | -------------------------------------- | ----------------- |
| 2005 | Dalok - Megjelenés: 2005                            | 1                                      | - Platinalemez    |
| 2005 | Nyugalomterápia - 2. stúdióalbum - Megjelenés: 2005 | 1                                      | - 2× Platinalemez |
| 2006 | Újrahangolva - 3. stúdióalbum - Megjelenés: 2006    | 12                                     |                   |
| 2010 | Lélekdonor - Megjelenés: 2010. március 12.          | 1                                      | - Platinalemez    |
| 2011 | Vízió - Megjelenés: 2011. december 21.              | 3                                      |                   |
| 2014 | Epicentrum - Megjelenés: 2014. október 31.          | 2                                      | - Aranylemez      |
| 2017 | Caramel 7 - Megjelenés: 2017. július 28.            | 15                                     |                   |
| 2022 | Mesterkód - Megjelenés: 2022. november 28.          |                                        |                   |

### Videóklipek
- 2004 – Szállok a dallal
- 2005 – Várt váratlan
- 2006 – Mennem kell
- 2007 – Párórára
- 2008 – Te vagy aki kell
- 2009 – Maradjon így
- 2010 – Lélekdonor
- 2011 – Norba & Caramel – Bakancslista
- 2013 – Jelenés
- 2017 – A zeniten túl
- 2017 – Alternatív
- 2018 – Szabadesés
- 2018 – Átutazók
- 2018 – 1873 (Budapest dal)
- 2020 – Csillagom
- 2022 – Védj meg magamtól

### Közreműködés videóklipekben
- 2007 Elég ha érzed feat. Bartók Eszter
- 2007 Egy elfelejtett dal feat. Cserháti Zsuzsa & Oláh Ibolya

### Slágerlistás dalok, kislemezek
| Év                        | Dal                                                     | Legmagasabb helyezés | Legmagasabb helyezés   | Legmagasabb helyezés | Legmagasabb helyezés | Legmagasabb helyezés         | Legmagasabb helyezés | Album           |
| Év                        | Dal                                                     | VIVA Chart           | MAHASZ Editors' Choice | MAHASZ Rádiós Top 40 | MAHASZ Dance Top 40  | MAHASZ Single (track) Top 10 | EURO 200             | Album           |
| ------------------------- | ------------------------------------------------------- | -------------------- | ---------------------- | -------------------- | -------------------- | ---------------------------- | -------------------- | --------------- |
| 2005                      | Szállok a dallal                                        | -                    | 12                     | 3                    |                      |                              | 128                  | Nyugalomterápia |
| 2005                      | Várt váratlan                                           | 21                   | 10                     | 8                    |                      |                              | 150                  | Nyugalomterápia |
| 2006                      | Mennem kell                                             | 3                    | 22                     | 14                   |                      |                              | 159                  | Újrahangolva    |
| 2006                      | Párórára                                                | 17                   |                        | 32                   |                      |                              |                      | Újrahangolva    |
| 2006                      | Te vagy aki kell                                        | 36                   |                        | 33                   |                      |                              |                      | Újrahangolva    |
| 2008                      | Egy elfelejtett dal feat. Cserháti Zsuzsa & Oláh Ibolya | -                    |                        | 13                   |                      |                              |                      |                 |
| 2008                      | Maradjon így                                            | 25                   |                        |                      |                      |                              |                      | Lélekdonor      |
| 2010                      | Lélekdonor                                              | 1                    |                        | 39                   |                      |                              |                      | Lélekdonor      |
| 2014                      | Végtelen                                                |                      |                        |                      |                      |                              |                      | Epicentrum      |
| 2016                      | Egy szabad országért                                    |                      |                        | 27                   |                      |                              |                      |                 |
| 2017                      | A zeniten túl                                           |                      |                        | 3                    |                      |                              |                      | Caramel 7       |
| 2018                      | Szabadesés                                              |                      |                        | 8                    |                      |                              |                      |                 |
| 2018                      | Átutazók                                                |                      |                        | 9                    |                      |                              |                      |                 |
| Közreműködés kislemezeken |                                                         |                      |                        |                      |                      |                              |                      |                 |
| 2006                      | Elég ha érzed (feat. Caramel)                           | 35                   |                        |                      |                      |                              |                      |                 |
|                           |                                                         | Összesítés           |                        |                      |                      |                              |                      |                 |
| 1. helyezett számok       |                                                         |                      |                        |                      |                      |                              |                      |                 |
| Top 10-be bekerült        | Top 10-be bekerült                                      | 2                    | 1                      | 3                    |                      |                              |                      |                 |
| Top 40-be bekerült        | Top 40-be bekerült                                      | 7                    | 3                      | 9                    |                      |                              |                      |                 |

### Egyéb
- Megasztár 6 Búcsúdal (Kísérj tovább)

## Ismertebb dalai
- Szállok a dallal (2005)
- Várt váratlan (2005)
- Mennem kell (2005)
- Lélekdonor (2010)
- Vízió (2011)
- Jelenés (2012)
- Valaki vár (2014)
- Végtelen (2014)
- Elzárt övezet (2016)
- Használd a szívedet (2017)
- A zeniten túl (2017)
- Alternatív (2017)
- 1873 (2018)
- Átutazók (2018)
- 1873 (2018, Budapest dal)
- Csillagom (2020, Caramel és Palya Bea)
- Védj meg magamtól (2022)

## Könyv
- Caramel; lejegyezte Szily Nóra; Alexandra, Pécs, 2016

## Díjak
- Fonogram-díj – Az év felfedezettje (2006)
- Story Ötcsillag-díj (2011)
- Bravo Otto díj (2013)
- Máté Péter-díj (2018)
- Fonogram-díj – Az év hazai klasszikus pop-rock albuma vagy hangfelvétele (2019)

## Magánélete
- 2005-2007-ig Bartók Eszter énekesnővel élt együtt, akit a Megasztárban ismert meg.
- 2008-tól 2009 áprilisáig barátnője a 2008-as Miss Balaton 3. helyezettje, Schneider Lilla.
- Caramel a 2010-es Viva Comet gálán új barátnőjével, Bernadettel jelent meg. Caramel 2011. március 7-én jelentette be hivatalosan, hogy külön váltak Bernadettel.
- 2011-ben úgy érezte Caramel, hogy újra megtalálta a szerelmet a 17 éves Szilvia mellett, ám kapcsolatuknak 2011 novemberében vége szakadt.
- 2011 végétől az énekesnő Hien párja, 2012. szeptember 7-én jelentették be különválásukat.
- 2013-ban ismét egymásra talált Szilágyi Szilvia és Caramel. 2014. augusztus 28-án megszületett első gyermekük, Sophia. 2015-ben házasodtak össze.